# Nannette Streicher
Nannette Streicher z domu Anna-Maria Stein (ur. 2 stycznia 1769 w Augsburgu, zm. 16 stycznia 1833 w Wiedniu) – niemiecka producentka pianin, kompozytorka, wykładowczyni muzyczna i pisarka.
Nannette była szóstym dzieckiem twórcy organów i fortepianów Johanna Andreasa Steina z Augsburga (1728–1792) – założyciela ważnej dynastii budowniczych fortepianów. Przejęła kierownictwo firmy swojego ojca około 1790 roku. W 1793 Nannette poślubiła muzyka Johanna Andreasa Streichera (1761–1833) i w 1794 przeniosła się z nim do Wiednia. Początkowo współpracowała ze swoim młodszym bratem, 16-letnim Matthiasem Andreasem Steinem (1776-1842) pod firmą Geschwister Stein. Jesienią 1802 r. rodzeństwo się rozdzieliło, a Nannette oznaczyła inskrypcją swoje instrumenty jako Nannette Streicher z domu Stein w Wiedniu. Nannette była bliską przyjaciółką Ludwiga van Beethovena, który również miał jeden z ich instrumentów. Firmą zarządzał po śmierci Nannette jej syn Johann Baptist Streicher, a po jego śmierci w 1871 – jego syn Emil.